# (24699) Schwekendiek
(24699) Schwekendiek – planetoida z pasa głównego asteroid okrążająca Słońce w ciągu 3 lat i 299 dni w średniej odległości 2,45 j.a. Została odkryta 13 października 1990 roku w Karl Schwarzschild Observatory w Tautenburgu przez Lutza Schmadela i Freimuta Börngena. Nazwa planetoidy pochodzi od Petera Schwekendieka (ur. 1954), niemieckiego astrofizyka pracującego Astronomisches Rechen-Institut. Została zaproponowana przez Lutza Schmadela. Przed nadaniem nazwy planetoida nosiła oznaczenie tymczasowe (24699) 1990 TJ7.